# William Copeland Borlase
William Copeland Borlase (Cornovaglia, 5 aprile 1848 – Londra, 31 marzo 1899) è stato un antiquario e politico britannico, che sedette alla Camera dei Comuni a rappresentare il Partito Liberale dal 1880 al 1887, quando fu rovinato da bancarotta e scandalo.

## Primi anni di vita
Borlase nacque a Castle Horneck, vicino a Penzance in Cornovaglia, Inghilterra, unico figlio di Samuel Borlase e di sua moglie Mary Anne nata Copeland (m. 1882), figlia di William Copeland di Chigwell, Essex.
Membro di una ricca famiglia, la prima infanzia di Borlase fu fortemente influenzata dal lavoro archeologico del suo trisnonno, il dottor William Borlase, storico della Cornovaglia. Il giovane Borlase visitò molti degli antichi siti della Cornovaglia e nel 1863 supervisionò gli scavi dell'insediamento preistorico e del fogou riscoperti a Carn Euny. . Sebbene Borlase avesse realizzato molti schizzi, commissionò al suo collega antiquario John Thomas Blight di realizzare le incisioni per il rapporto.
Borlase studiò al Winchester College e al Trinity College di Oxford.

## Carriera
Fu chiamato al foro di Inner Temple nel 1882 e fu giudice di pace per la Cornovaglia e vice Lord Warden of the Stannaries.
Nelle elezioni generali del 1880, Borlase fu eletto al Parlamento come membro liberale per la Cornovaglia orientale, finché il seggio non fu suddiviso nel Redistribution of Seats Act del 1885. Nelle elezioni generali del 1885, fu eletto deputato per St Austell. Nel 1886 fu nominato segretario parlamentare del Consiglio degli enti locali. Ciononostante si dedicò alla bella vita. La sua amante portoghese denunciò i suoi debiti e lo scandalo gli portò rovina e bancarotta.
Si dimise dalla Camera dei comuni il 29 aprile 1887 e la sua casa a Laregan fu messa all'asta il 17 maggio 1887. Lasciò l'Inghilterra per lavorare in Irlanda vivendo di rimesse da parte della famiglia e continuò a gestire miniere di stagno in Spagna e Portogallo. Il resto della famiglia lo rinnegò e morì all'età di 50 anni. Il suo indirizzo quando morì era 34, Bedford Court Mansions, Bloomsbury, Londra.

## Opere

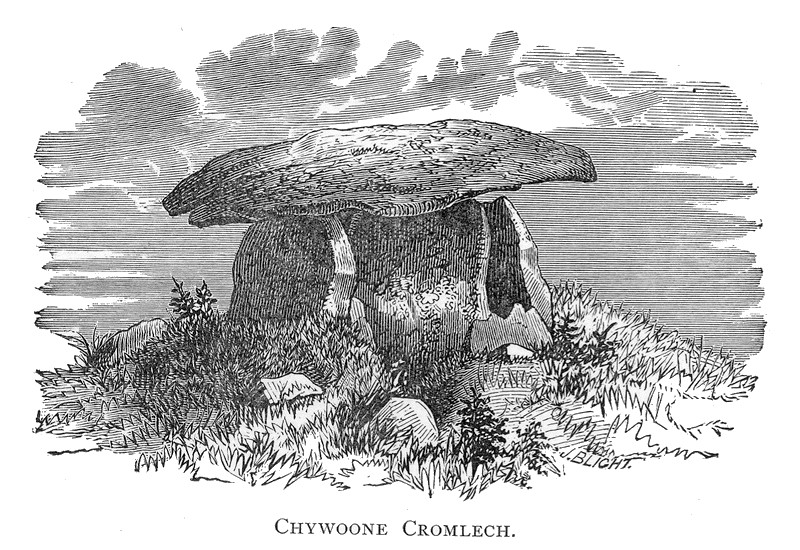
Chûn Quoit, Morvah (disegno da Naenia Cornubiae, 1872)

- An Account of Excavations at Carn Euny, 1862–1864.
- Ancient Cornwall, 1871., 2 volumi.
- Nænia Cornubiae, a descriptive essay, illustrative of the sepulchres and funereal customs of the early inhabitants of the county of Cornwall, London, Truro, Longmans, Green, J.R. Netherton, 1872. (Ristampa: ISBN 978-1-897853-36-8)
- Historical sketch of the tin trade in Cornwall, from the earliest period to the present day : a lecture delivered at the Institute, St. Just-in-Penwith, March 9th, 1874 : with additional matter and notes, Plymouth, W. Brendon, 1874.
- Niphon and its antiquities: an essay on the ethnology, mythology and religions of the Japanese, Plymouth, W. Brendon and Son, 1876.
- Sunways : A Record of Rambles in Many Lands, Plymouth, W. Brendon and Son, 1878.
- Prehistoric Stone Monuments of the British Isles: Cornwall With 40 tinted litho plates, accurately drawn to scale by W. C. Lukis and W. C. Borlase, Society of Antiquaries, 1885.
- The Age of the Saints: a monograph of early Christianity in Cornwall with the legends of the Cornish saints and an introduction illustrative of the ethnology of the district, Truro, Joseph Pollard, 1895. (Ristampa: ISBN 978-1-897853-86-3)
- Tin-Mining in Spain Past and Present, Londra, Effingham Wilson, 1897.
- The Dolmens of Ireland, their Distribution, Structural Characteristics, and Affinities in Other Countries; together with the folk-lore attaching to them and traditions of the Irish people, Londra, Chapman & Hall, 1897. volume 1, volume 2, volume 3, (Ristampa: ISBN 978-0-543-78444-5)

## Morte
Borlase morì il 31 marzo 1899 e fu sepolto nel lato est del cimitero di Highgate.